# Madeira Beach
Madeira Beach város az Amerikai Egyesült Államok Florida államában, Pinellas megyében. Lakosainak száma 3895 fő (2020. április 1.).

## Története
Az 1900-as évek elején számos sikertelen kísérlet történt a terület benépesítésére, így csak 1926-ban épült meg egy töltésút a szárazföld és Madeira Beach között, amely lehetővé tette az első házak felépítését a területen. Madeira Beach 1947 májusában városi rangot kapott. Az 1950-es és 1960-as években part menti töltésúton végzett jelentős kotrási munkálatok kibővítették a település földterületét. A városban jelentős építkezések zajlottak az 1970-es és 1980-as években, számos tengerparti apartmanház és szálloda épült.

## Népesség
A település népességének változása:

| 2010 | 4 263 |
| 2020 | 3 895 |